# تیکابو (یوتا)
تیکابو (به انگلیسی: Ticaboo) یک منطقهٔ مسکونی در ایالات متحده آمریکا است که در شهرستان گارفیلد، یوتا واقع شده‌است. تیکابو ۱٬۲۹۹٫۹۹ متر بالاتر از سطح دریا واقع شده‌است.